# بنتا كوارك
بنتا كوارك في فيزياء الجسيمات هو باريون شاذ، جسيم دون ذري يحتوي على أربع كواركات وضديد كوارك واحد في حالة ترابط (مقارنة مع ثلاث كواركات في الباريون العادي). بما أن الكوارك لديه رقم باريون وهو +1⁄3، ورقم ضديد كوارك هو -1⁄3، فسيكون إجمالي رقم الباريون هو 1، لذا فهي تصنف كباريون شاذ. أول من افترض بوجود بنتا كوارك كان العالم مايكل برازالوفيتش سنة 1987.
أظهرت تجارب عديدة بوجود حالات البنتاكوارك أواسط العقد الأول من 2000، لكن التجارب التالية وإعادة فحص التحاليل للمعلومات أظهرت بأنها تأثيرات احصائية بدلا من أن تكون صدى حقيقي.وفي 13 يوليو 2015 أعلن مركز الأبحاث الأوروبية سيرن باكتشاف خماسي الكواركات عن طريق اضمحلال لامدا السفلية.

في مارس 2019، أعلن فريق LHCb عن اكتشاف بنتاكوارك جديد لم يرصددقبلا.
تجاوزت احصاءات الرصد الحد 5-سجما المطلوب للتصريح باكتشاف الجسيمات الجديدة.

## البداية
إدعت الكثير من التجارب بأنها ظهرت لها حالات بنتاكوارك في أواسط العقد الأول من أعوام الألفين. وبشكل خاص الصدى مع كتلة ل1540 MeV/c2 (‏4.6  σ) ذكره مختبر ليبس (LEPS) سنة 2003 
Θ+
.، تلك المصادفة مع حالة البنتا كوارك بكتلة مقدارها 1530 MeV/c2 تنبؤ بها سنة 1997.
يفترض بتلك الحالة أن تحتوي على اثنين كوارك علوي، اثنين كوارك سفلي، وواحد ضديد كوارك غريب (uudds). بعد اعلان هذا النبأ، اعلنت تسع مختبرات أنهم رأوا قمم ضيقة من 
n

K+
 و
p

K0
، بكتل ما بين 1522 MeC/c2 و1555 MeV/c2، جميع 4 المذكورة  σ‏. بينما ظهرت مخاوف حول صحة هذه الحالات، أعطت مجموعة بيانات الجسيمات معدل 3 نقاط (من أربع) ل 
Θ+
 سنة 2004. فإن حالتي بنتا كوراك الأخرى ين قد تم ذكرهما وإن كانا ذات أهمية إحصائية منخفضة- فالجسيم 
Φ−−
 ‏ (uuddc) ذو كتلة من 1860 MeV/c2 والجسيم 
Θ0
c ‏(uuddc) بكتلة مقدارها 3099 MeV/c2. فكليهما قد تبين في وقت لاحق أنهما آثار إحصائية بدلا من صدى حقيقي.
عشرات التجارب كان ترنو للوصول إلى 
Θ+
، لكن خرجت خالية الوفاض.

## قراءات إضافية
- David Whitehouse (1 يوليو 2003). "Behold the Pentaquark (BBC News)". أخبار البي بي سي. مؤرشف من الأصل في 2008-12-05. اطلع عليه بتاريخ 2010-01-08.
- Hazel Muir (2 يوليو 2003). "Pentaquark discovery confounds sceptics". نيو ساينتست. مؤرشف من الأصل في 2015-07-12. اطلع عليه بتاريخ 2010-01-08.
- Maggie McKie (20 أبريل 2005). "Pentaquark hunt draws blanks". نيو ساينتست. مؤرشف من الأصل في 2008-03-21. اطلع عليه بتاريخ 2010-01-08.
- Jefferson Lab (21 أبريل 2005). "Is It Or Isn't It? Pentaquark Debate Heats Up". Space Daily. مؤرشف من الأصل في 2016-11-02. اطلع عليه بتاريخ 2010-01-08.
- Kenneth Hicks (23 يوليو 2003). "Physicists Find Evidence for an Exotic Baryon". جامعة أوهايو. مؤرشف من الأصل في 2016-11-11. اطلع عليه بتاريخ 2010-01-08.
- Kenneth Hicks (2005). "An Experimental Review of the 
Θ+
 Pentaquark". Journal of Physics: Conference Series. ج. 9: 183. DOI:10.1088/1742-6596/9/1/035. أرشيف خي:hep-ex/0412048}}.
- Thomas E. Browder,  Igor R. Klebanov,  Daniel R. Marlow (2004). "Prospects for Pentaquark Production at Meson Factories". Physics Letters B. ج. 587: 62. DOI:10.1016/j.physletb.2004.03.003. أرشيف خي:hep-ph/0401115}}.{{استشهاد بدورية محكمة}}:  صيانة الاستشهاد: أسماء متعددة: قائمة المؤلفين (link)
- Akio Sugamoto (2004). "An Attempt to Study Pentaquark Baryons in String Theory". arXiv:hep-ph/0404019. {{استشهاد بأرخايف}}: الوسيط |arxiv= مطلوب (مساعدة) والوسيط |class= تم تجاهله (مساعدة)
- Dmitri Diakonov (2005). "Relativistic Mean Field Approximation to Baryons". European Physical Journal A. ج. 24: 3. DOI:10.1140/epjad/s2005-05-001-3.
- Mark Peplow (18 أبريل 2005). "Doubt is Cast on Pentaquarks". نيتشر. DOI:10.1038/news050418-1. مؤرشف من الأصل في 2014-08-11.
- Kandice Carter (2006). "The Rise and Fall of the Pentaquark" (PDF). Symmetry Magazine. ج. 3 ع. 7: 16. مؤرشف من الأصل (PDF) في 2012-04-20.

## وصلات خارجية
- "Pentaquark on arxiv.org". مؤرشف من الأصل في 2019-12-13.